# Leiosyrinx immedicata
Leiosyrinx immedicata é uma espécie de gastrópode do gênero Leiosyrinx, pertencente a família Raphitomidae.